# Rodezas
Rodezas es una localidad del municipio de Udías (Cantabria, España). En el año 2008 contaba con una población de 64 habitantes (INE). La localidad se encuentra a 140 metros de altitud sobre el nivel del mar, y a 2 kilómetros de la capital municipal, Pumalverde.
- Datos: Q6110424